# Văcăreni
Văcăreni – wieś w Rumunii, w okręgu Tulcza, w gminie Văcăreni. W 2011 roku liczyła 2201 mieszkańców.